# Le Grand-Bornand
Le Grand-Bornand er en fransk by og kommune beliggende i departementet Haute-Savoie i Auvergne-Rhône-Alpes-regionen.
Omkring byen ligger 90 kilometer alpine skipister, fordelt på 42 forskellige ruter. Liftsystemet kan transportere lige i underkanten af 40.000 skiløbere i timen.
I januar 2008 var der godt 2.200 fastboede i byen. I højsæsonen for skiløb er der omkring 25.000 overnattende personer i Le Grand-Bornand.